# Neobisium maritimum
Espèce
Synonymes
- Obisium maritimum Leach, 1817
- Obisium littorale Moniez, 1889

Neobisium maritimum est une espèce de pseudoscorpions de la famille des Neobisiidae.

## Distribution
Cette espèce se rencontre au Royaume-Uni, en Irlande, en France et au Portugal aux Açores,.

## Habitat
Cette espèce se rencontre dans l'estran.

## Description
Neobisium maritimum mesure de 3,2 mm.

## Systématique et taxinomie
Cette espèce a été décrite sous le protonyme Obisium maritimum par Leach en 1817. Elle est placée dans le genre Neobisium par Beier en 1932.
Obisium littorale a été placée en synonymie par Ellingsen en 1907.

## Publication originale
- Leach, 1817 : The zoological miscellany; being descriptions of new or interesting animals. London, vol. 3, p. 1-151 (texte intégral).